# Andreas Blank (Handballspieler)
Andreas Blank (* 27. Mai 1980 in Emmendingen) ist ein ehemaliger deutscher Handballspieler. Er spielte zuletzt bis zur Saison 2010/11 in der 3. Liga bei der SG Köndringen/Teningen.
In der Jugend spielte Blank bei der SG Köndringen/Teningen. Danach wechselte er als Aktiver zum TuS Schutterwald. Nach nur einem Jahr beim VfL Gummersbach ging er zur nordbadischen HSG Kronau/Bad Schönborn, um wiederum nach einem Jahr zur SG Kronau-Östringen zu wechseln.
Nach vier Jahren bei den „Kröstis“ wurde der Handballprofi 2005 zum VfL Pfullingen geholt mit dem Ziel, den Handball in der Region Stuttgart mit der neuen Porsche-Arena als Heimstatt konkurrenzfähig zu machen. Als der Verein am Ende der Saison 2005/06 nicht nur als Absteiger aus der ersten Liga feststand, sondern auch die VfL Pfullingen Handball Bundesliga GmbH & Co.KG Insolvenz anmeldete und die Mannschaft aus der Bundesliga zurückziehen musste, ging Blank kurzerhand zum Zweitligisten TV Emsdetten. Dort blieb er für ein Jahr und wechselte 2007 zurück in die 1. Liga zur MT Melsungen, wo er Nachfolger von Karsten Wöhler auf der Position Linksaußen wurde. Hinter Daniel Tellander und Iwan Brouka kam er jedoch nur sporadisch zum Einsatz; im Februar 2008 zog Blank weiter zum TV Großwallstadt. Selbigen sollte er im Sommer 2008 wieder verlassen. Seitdem spielte er wieder bei der SG Köndringen/Teningen und beendete zum Ende der Saison 2010/2011 aus beruflichen Gründen seine Karriere.
In der Deckung spielte Blank häufig als „Vorgezogener“. Für die Junioren-Nationalmannschaft bestritt Blank elf Länderspiele.

## Erfolge
- 5. Platz Junioren-WM[10]